# Världsmästerskapen i skidorientering 1977
Världsmästerskapen i skidorientering 1977 avgjordes i Velingrad i Bulgarien den 25-27 mars 1977. 

## Medaljörer[1]

### Herrar

#### Distans
1. Örjan Svahn,  Sverige, 2:17.53
2. Pekka Pökälä,  Finland, 2:23.27
3. Jorma Karvonen,  Finland, 2:24.17

#### Stafett
1. Sverige (Sven-Olov Bergvall, Örjan Svahn, Bo Larsson, Stefan Persson), 5:26.34
2. Bulgarien (Lubomir Stojev, Alexi Arisanov, Ratscho Christov, Ivan Nenov), 6:57.55
3. Tjeckoslovakien (Jan Pachner, Jaroslav Kacmarcik, Jiri Tichacek, Jaromir Gorny), 7:01.27

### Damer

#### Distans
1. Marianne Bogestedt,  Sverige, 1:56.02
2. Sonja Johannesson,  Sverige, 1:57.50
3. Sinikka Kukkonen,  Finland, 1:57.54

#### Stafett
1. Finland (Kaija Halonen, Aila Flöjt, Sinikka Kukkonen), 3:16.57
2. Sverige (Marianne Bogestedt, Sonja Johannesson, Susanne Lindgren), 3:25.51
3. Tjeckoslovakien (Dana Tichaková, Renata Vlachová, Anna Handzlová), 3:41.55